# Ozero Kamyshlovo (saltsjö)
Ozero Kamyshlovo är en saltsjö i Kazakstan. Den ligger i den norra delen av landet, 400 km norr om huvudstaden Astana. Arean är 11,8 kvadratkilometer.